# Museo de arte contemporáneo Bahía Blanca
Museo de Arte Contemporáneo de Bahía Blanca (MAC) es un museo de arte situado en la ciudad de Bahía Blanca, Argentina.

## Historia
El Museo de Arte Contemporáneo de Bahía Blanca (MAC) es parte del 2 museos, fue inaugurado el 11 de abril de 1995 en el edificio de la calle Sarmiento 450 de  Bahía Blanca en la casona María Luisa. Se trató del primer museo del país dedicado a los lenguajes del arte contemporáneo.

En 2004, se inauguró la nueva sede para poner en funcionamiento el museo actual. Se trata de un diseño de los arquitectos Luis Caporossi y Andrés Duprat. De tendencia minimalista, se acerca al concepto del Cubo Blanco: con una amplia sala pintada de blanco creando un espacio descontextualizado, neutral y que permite visibilizar sin interferencias las obras que allí se exponen.

Este edificio se encuentra en la misma parcela que la Casona María Luisa; los separa un pequeño jardín y los une un puente de hierro.

Los directores del Museo de Bellas Artes de Bahía Blanca, fueron también directores del Museo de Arte Contemporáneo de Bahía Blanca, ambos funcionan actualmente como museos y tanto sus muestras como trabajos se articulan de manera integral.
- Datos: Q18221293